# Cavatorella spirodelae
Cavatorella spirodelae är en tvåvingeart som beskrevs av Deonier 1995. Cavatorella spirodelae ingår i släktet Cavatorella och familjen vattenflugor. Inga underarter finns listade i Catalogue of Life.